# Jörg Jaksche
Jörg Jaksche (Fürth, 23 juli 1976) is een voormalig Duits wielrenner.

## Carrière
Jaksche begon zijn professionele carrière in 1997 bij het Italiaanse Team Polti. Een jaar later nam hij voor het eerst deel aan de Ronde van Frankrijk, waarbij hij achttiende werd in het eindklassement. In de jaren daarna was hij voor de ploegen Telekom en ONCE vooral actief als knecht. In 2004, inmiddels in dienst van Team CSC, schreef Jaksche twee etappekoersen op zijn naam: de Ronde van de Middellandse Zee en Paris-Nice. Het waren de grootste successen uit zijn loopbaan.
In 2006 raakte Jaksche verwikkeld in het dopingschandaal Operación Puerto. Aanvankelijk ontkende hij elke betrokkenheid, maar eind juni 2007 gaf hij in een interview in Der Spiegel toe inderdaad een klant te zijn geweest van de omstreden sportarts Eufemiano Fuentes. Jaksche gebruikte al doping sinds het begin van zijn carrière; vanaf 2005 kwamen daar de bloedtransfusies van Fuentes bij. Zijn codenaam was Bella. Jaksche beschuldigde onder anderen ploegleider Walter Godefroot ervan volledig van het dopinggebruik op de hoogte te zijn geweest. Eerder had hij felle kritiek geuit op de ongelijke behandeling van de verschillende beschuldigden. Zo vond hij het belachelijk dat een bekende renner zoals Ivan Basso opnieuw aan een contract was geraakt.
Na anderhalf jaar zonder ploeg te hebben gezeten, tekende Jaksche voor het seizoen 2009 een contract bij de wielerploeg Cinelli. Deze ploeg kreeg dat jaar echter geen licentie. Begin 2011 plande Jaksche opnieuw een comeback, dit keer bij het team Christina Watches-Onfone. Toen kort daarop de dopingincidenten van Riccardo Riccò en Patrik Sinkewitz bekend werden, concludeerde Jaksche dat er "niets veranderd was in het wielrennen" en hing hij definitief zijn fiets aan de haak.

## Belangrijkste overwinningen
2004
- 5e etappe Ronde van de Middellandse Zee
- Eindklassement Ronde van de Middellandse Zee
- 1e etappe Paris-Nice
- Eindklassement Paris-Nice

2007
- Eindklassement Omloop van Lotharingen

## Resultaten in voornaamste wedstrijden
| Jaar | Ronde van Italië | Ronde van Frankrijk | Ronde van Spanje |
| ---- | ---------------- | ------------------- | ---------------- |
| 1998 |                  | 18e                 |                  |
| 1999 |                  | 80e                 | 35e              |
| 2000 |                  |                     |                  |
| 2001 |                  | 29e                 | 73e              |
| 2002 |                  | 31e                 | opgave           |
| 2003 |                  | 17e                 | 129e             |
| 2004 |                  |                     | 44e              |
| 2005 |                  | 16e                 |                  |

| Jaar | Milaan-San Remo | Amstel Gold Race | Luik-Bast.‑Luik | Ronde van Lombardije | Waalse Pijl |  | WK op de weg |  | Wereldranglijsten |
| ---- | --------------- | ---------------- | --------------- | -------------------- | ----------- |  | ------------ |  | ----------------- |
| 1998 |                 |                  | 49e             |                      |             |  |              |  |                   |
| 1999 |                 | 83e              | 40e             | 57e                  | 22e         |  |              |  |                   |
| 2000 |                 |                  | 80e             |                      | 46e         |  |              |  |                   |
| 2001 | 150e            |                  | 70e             | 12e                  | ↑           |  |              |  |                   |
| 2002 | 94e             |                  | 24e             |                      | 23e         |  |              |  |                   |
| 2003 |                 | 60e              |                 |                      | 93e         |  |              |  |                   |
| 2004 |                 |                  | 114e            | 33e                  |             |  |              |  |                   |
| 2005 | 68e             | 107e             | 13e             |                      | 53e         |  | 91e          |  | 38e (UPT)         |